# Geolycosa dunini
Geolycosa dunini är en spindelart som beskrevs av Alexander A. Zyuzin och Dmitri Viktorovich Logunov 2000. Geolycosa dunini ingår i släktet Geolycosa och familjen vargspindlar. Inga underarter finns listade i Catalogue of Life.